# Jérémy Cadot
Jérémy Cadot (n. 7 noiembrie 1986, Lens, Franța) este un scrimer francez specializat pe floretă, laureat cu bronz pe echipe la Campionatul Mondial de Scrimă din 2013 și cu aur pe echipe la Campionatul European de Scrimă din 2015. La individual, a câștigat etapa de Cupă Mondială de la San Francisco în sezonul 2014-2015, ajungând pe locul 7 la clasamentul mondial, cel mai bun din carieră, la sfârșitul sezonului.

## Legături externe
- Materiale media legate de Jérémy Cadot la Wikimedia Commons
- en  Prezentare Arhivat în 26 octombrie 2014, la Wayback Machine. la Confederația Europeană de Scrimă